# Mandalore (planeet)
Mandalore is een fictieve planeet in het Star Warsuniversum.
Mandalore the First stichtte rond 7,000 BBY meerdere steden op Mandalore. De volgelingen heetten Taungs en noemden zich na de stichting van Mandalore, Mandalorians. Veel planeten werden veroverd door de Mandalorians, totdat hun poging om Onderon te veroveren mislukte. Daarna gingen ze wonen op de maan van Onderon, Dxun. Rond 32 BBY sloot Mandalore zich aan bij de Confederacy of Independent Systems. Tijdens de Galactische Burgeroorlog lukte het Mandalorian Fenn Shysa en een team van commando's om de planeet te verdedigen tegen het Zann Consortium van Tyber Zann.
De oppervlakte van Mandalore bestaat uit bossen en zeeën en is te vergelijken met die van de aarde.
Bekende Mandalorians zijn Boba Fett, Jango Fett, Mandalore the First, Mandalore the Indomitable, Mandalore the Preserver en Mandalore the Ultimate.